# بيل كارتر (موسيقي)
بيل كارتر (بالإنجليزية: Bill Carter)‏ هو موسيقي ومغني أمريكي، ولد في 11 ديسمبر 1929 في Eagleton ‏ في الولايات المتحدة.

## وصلات خارجية
- بيل كارتر على موقع ميوزك برينز (الإنجليزية)
- بيل كارتر على موقع ميوزك برينز (الإنجليزية)
- بيل كارتر على موقع أول ميوزيك (الإنجليزية)
- بيل كارتر على موقع ديسكوغز (الإنجليزية)
- بيل كارتر على موقع ديسكوغز (الإنجليزية)